# SV Uruguay
SV Uruguay ist ein im Jahr 1962 gegründeter Fußballverein aus Antriòl auf der Insel Bonaire und spielt in der Saison 2015 in der Bonaire League, der höchsten Spielklasse des Fußballverbands von Bonaire. Der Verein wurde in der Saison 1983 zum ersten und bisher einzigen Male in seiner Vereinsgeschichte Meister der Bonaire League.

## Erfolge
- Bonaire League[1]

Meister: 1983